# آدریان گونزالس (بازیکن فوتبال، زاده ۱۹۹۵)
آدریان گونزالس (انگلیسی: Adrián González؛ زادهٔ ۶ ژوئیهٔ ۱۹۹۵) بازیکن فوتبال اهل آرژانتین است.